# Malling (Moselle)
Malling (deutsch Mallingen, lothringisch Malléngen) ist eine französische Gemeinde mit 680 Einwohnern (Stand 1. Januar 2022) im Département Moselle in der Region Grand Est (bis 2015 Lothringen). Sie gehört zum Arrondissement Thionville.

## Geografie
Malling liegt am rechten Ufer der Mosel, 14 Kilometer nordöstlich von Thionville auf einer Höhe zwischen 145 und 211 m über dem Meeresspiegel. Das Gemeindegebiet umfasst 4,56 km².

## Geschichte
Durch die Bestimmungen im Friede von Vincennes kam Sierck "mit seinen dreißig Dörfern" (dabei auch Mallingen) 1661 zu Frankreich. Zur Gemeinde Malling gehört seit 1811 das südöstliche gelegene Dorf Petite Hettange (Kleinhettingen).
Das Gemeindewappen weist auf die früheren Herren des Ortes hin: der Löwe aus Valcourt und der Zickzackbalken aus Manderscheid.

### Bevölkerungsentwicklung
| Jahr      | 1962 | 1968 | 1975 | 1982 | 1990 | 1999 | 2007 | 2019 |
| Einwohner | 475  | 437  | 460  | 471  | 512  | 512  | 503  | 631  |

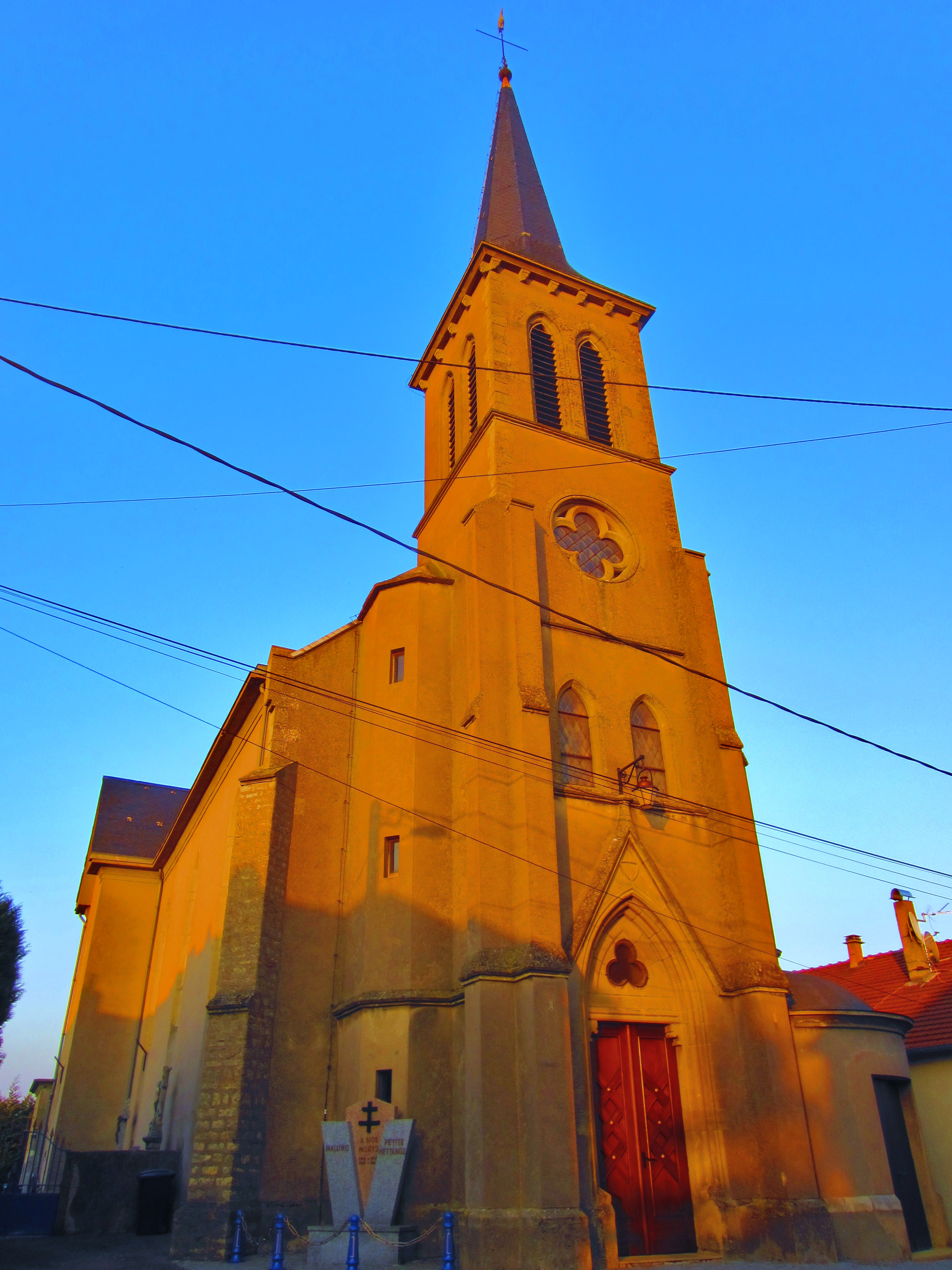
Kirche Saint-Séverin
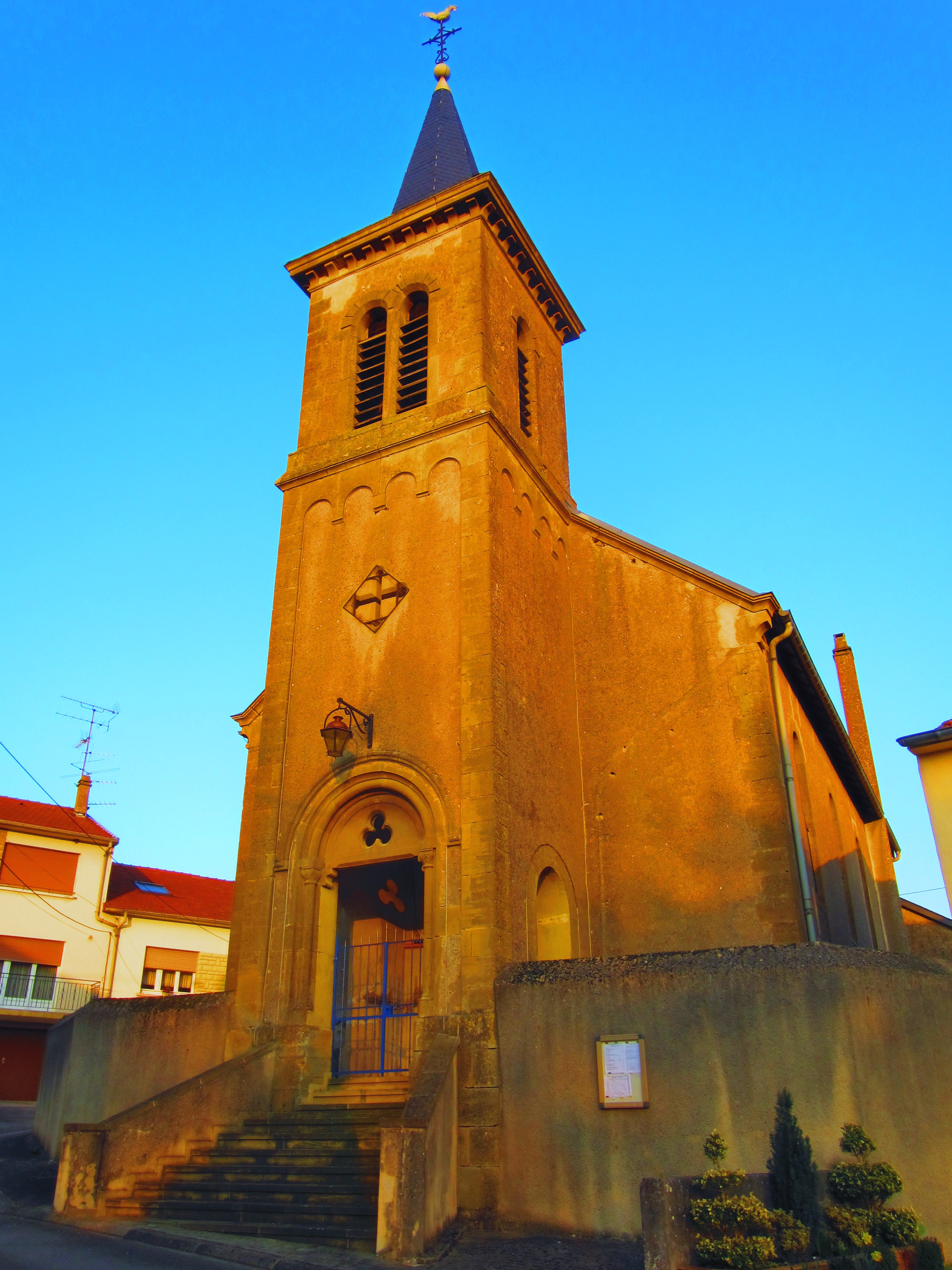
Kapelle Saint-Philippe-Saint-Jacques im Ortsteil Petite Hettange

## Belege
1. ↑  Wappenbeschreibung auf genealogie-lorraine.fr (französisch)